# جان بلاند (روئینگ)
جان بلاند (انگلیسی: John Bland؛ زادهٔ ۲۳ اوت ۱۹۵۸) ورزشکار روئینگ اهل بریتانیا است. وی در بازی‌های المپیک تابستانی ۱۹۸۴ شرکت کرد.